# Alfabet mafii. Dekada mafijnej Warszawy
Alfabet mafii. Dekada mafijnej Warszawy – polski film dokumentalny zrealizowany w 2004 roku przez Artura Kowalewskiego, Lidkę Kazen i Krzysztofa Spiechowicza (reżyserzy i autorzy scenariusza).

## O filmie
Jest to podsumowanie telewizyjnego serialu dokumentalnego tych samych twórców zrealizowanego pod tytułem Alfabet mafii (2004). Tematem produkcji jest wojna gangów działających w Polsce w latach 90. XX wieku.
W produkcji tej występują dziennikarze Piotr Pytlakowski i Ewa Ornacka (którzy są też autorami komentarza filmowego), a także bohaterowie filmu - przestępcy należący do mafii (m.in. Jarosław Sokołowski „Masa”, który został świadkiem koronnym). 
Lektorem jest Piotr Borowiec.